# Vạn Kiếp tông bí truyền thư
Vạn Kiếp tông bí truyền thư (chữ Hán: 萬劫宗秘傳書), còn gọi là Vạn Kiếp binh thư, là một tác phẩm của Trần Hưng Đạo về nghệ thuật quân sự, có lẽ chủ yếu là bày binh bố trận, nhưng đến nay đã bị thất lạc. Ông sưu tập binh pháp các nhà, làm thành bát quái cửu cung đồ, và đặt tên tác phẩm như vậy. Người ta chỉ còn biết được một ít nội dung tác phẩm này, qua lời đề tựa của Nhân Huệ Vương Trần Khánh Dư vẫn còn lưu giữ được.

## Lời tựa của Trần Khánh Dư
Nhân Huệ Vương Khánh Dư viết bài tựa cho sách ấy như sau:
Người giỏi cầm quân thì không cần bày trận, người giỏi bày trận thì không cần phải đánh, người giỏi đánh thì không thua, người khéo thua thì không chết.
Ngày xưa, Cao Dao làm sĩ sư mà không ai dám trái mệnh, đến Vũ Vương nhà Chu làm văn vũ sư, ngầm lo sửa đức, để lật đổ nhà Thương mà dấy nên vương nghiệp, thế là người giỏi cầm quân thì không cần phải bày trận vậy. Vua Thuấn múa mộc và múa lông trĩ mà họ Hữu Miêu đến chầu, Tôn Vũ nước Ngô đem người đẹp trong cung thử tập trận mà phía tây phá nước Sở mạnh, phía bắc uy hiếp nước Tấn, nước Tần, nổi tiếng chư hầu, thế là người khéo bày trận không cần phải đánh vậy. Đến Mã Ngập (Sách Tấn thư chép là Mã Long) nước Tấn theo bát trận đồ, đánh vận động hàng ngàn dặm, phá được Thụ Cơ Năng để thu phục Lương Châu. Thế gọi là người đánh giỏi không bao giờ thua vậy.
Cho nên trận nghĩa là "trần", là bày ra, là khéo léo. Ngày xưa, Hoàng Đế lập phép tỉnh điền để đặt binh chế. Gia Cát xếp đá sông làm bát trận đồ, Vệ Công sửa lại làm thành Lục hoa trận. Hoàn Ôn lập ra Xà thế trận có vẽ các thế trận hay, trình bày thứ tự, rõ ràng, trở thành khuôn phép. Nhưng người đương thời ít ai hiểu được, thấy muôn đầu ngàn mối, cho là rối rắm, chưa từng biến đổi. Như Lý Thuyên có soạn những điều suy diễn của mình (sách Thái bạch âm kinh nói về binh pháp), những người đời sau cũng không hiểu ý nghĩa. Cho nên Quốc công ta mới hiệu đính, biên tập đồ pháp của các nhà, soạn thành một sách, tuy ghi cả những việc nhỏ nhặt, nhưng người dùng thì nên bỏ bớt chỗ rườm rà, tóm lược lấy chất thực.
Sách gồm đủ ngũ hành tương ứng, cửu cung suy nhau, phối hợp cương nhu, tuần hoàn chẵn lẻ. Không lẫn lộn âm với dương, thần với sát, phương với lợi, sao lành, hung thần, ác tướng, tam cát, ngũ hung, đều rất rõ ràng, ngang với Tam Đại, trăm đánh trăm thắng. Cho nên, đương thời có thể phía bắc trấn ngự Hung Nô (ám chỉ nhà Nguyên), phía nam uy hiếp Lâm Ấp (Chiêm Thành).

## Bình luận
Qua đây, có thể thấy luận thuyết quân sự của Hưng Đạo Vương là những lý lẽ cao siêu trong chiến trận, nhưng kế hoạch lớn dạy cho binh sĩ. Tuy cuốn sách của ông đã tổng kết kinh nghiệm đưa đến thắng lợi cụ thể trong chiến tranh, song khi vận dụng kinh nghiệm đó, ông đã yêu cầu người học cần phải linh hoạt và sáng tạo:
Trích từ Đại Việt sử ký toàn thư:
Sau này, con cháu và bồi thần của ta, ai học được bí thuật này phải sáng suốt mà thi hành, bày xếp thế trận; không được ngu dốt mà trao chữ truyền lời. Nếu không thế thì mình chịu tai ương mà vạ lây đến con cháu. Thế gọi là tiết lộ thiên cơ đó.